# Eugene A. Garvey
Eugene Augustine Garvey (6 de octubre de 1845 – 22 de octubre de 1920) fue un prelado estadounidense de la Iglesia católica. Fue el primer obispo de Altoona, sirviendo desde 1901 hasta su muerte en 1920.

## Biografía

### Primeros años y educación
Eugene Garvey nació el 6 de octubre de 1845 en Carbondale, Pensilvania, hijo de Michael y Catherine (née Boylan) Garvey. Sus padres eran inmigrantes irlandeses, y su padre era un trabajador de cuerda para el Ferrocarril de Delaware y Hudson y más tarde para la Compañía de Carbón de Pensilvania. Uno de cinco hijos, Garvey tenía una hermana Margaret (más tarde Hermana Eugenia) que se unió a las Hermanas de la Caridad y se convirtió en superiora de su convento en San Francisco.
En 1850, Garvey se mudó con su familia de Carbondale a la cercana Dunmore, graduándose más tarde de Scranton High School. Después de enseñar durante dos años, Garvey ingresó en St. Charles College, un seminario menor en Ellicott City, Maryland, en 1865 para comenzar su preparación para el sacerdocio. Completó sus estudios teológicos en el Seminario San Carlos Borromeo en Filadelfia. La Diócesis de Scranton fue creada el año antes de su ordenación y aceptó una invitación del obispo William O'Hara para trabajar en esa diócesis.

### Sacerdocio[editar]
Garvey fue ordenado sacerdote el 22 de septiembre de 1869 por el obispo O'Hara. Su primera asignación fue como pastor asistente en la parroquia de habla alemana de la Iglesia de Santa María en Honesdale, con el deber adicional de servir a los católicos de habla inglesa de la Iglesia de Santa Filomena en Hawley. Un año después, en 1870, fue nombrado pastor de la Iglesia del Espíritu Santo en Atenas.
En diciembre de 1871, Garvey fue nombrado para reemplazar al reverendo Michael P. Stack como pastor de la Iglesia de la Anunciación en Williamsport. Stack había sido removido de su posición por el obispo O'Hara debido a su mala gestión de los asuntos parroquiales, y posteriormente pasó la siguiente década en la corte luchando contra el obispo. A pesar de hacerse cargo en medio de una situación contenciosa, Garvey eliminó la deuda de la parroquia y construyó una nueva iglesia, rectoría y escuela parroquial, así como el cementerio Mount Carmel y un convento para las Hermanas del Inmaculado Corazón de María.
Después de 27 años en Williamsport, Garvey se convirtió en vicario general de la Diócesis de Scranton y pastor de la Iglesia de San Juan en Pittston en marzo de 1899. Se le dio el título de monseñor por el Papa León XIII en 1900. Antes de su eventual nombramiento como obispo, su nombre había sido propuesto para suceder al obispo O'Hara de Scranton, al obispo Thomas McGovern de Harrisburg y al obispo Tobias Mullen de Erie.

### Obispo de Altoona
El 31 de mayo de 1901, Garvey fue nombrado el primer obispo de la recién creada Diócesis de Altoona por el Papa León XIII. Recibió su consagración episcopal el 8 de septiembre siguiente del arzobispo Sebastiano Martinelli, con los obispos Michael John Hoban y John Edmund Fitzmaurice sirviendo como co-consagrantes, en la Catedral de San Pedro en Scranton. Sirvió como obispo durante 19 años, hasta su muerte a los 75 años.
Garvey se hizo cargo formalmente de la Diócesis de Altoona el 24 de septiembre de 1901, cuando fue instalado en la Pro-Catedral de San Juan. La nueva diócesis cubrió más de 6,000 millas cuadradas en el centro y oeste de Pensilvania, incluidos los condados de Cambria, Blair, Bedford, Huntingdon y Somerset tomados de la Diócesis de Pittsburgh y los condados de Centre, Clinton y Fulton tomados de la Diócesis de Harrisburg.
En el primer año completo de Garvey como obispo en 1902, la Diócesis de Altoona contenía 59 sacerdotes, 44 parroquias, 23 escuelas parroquiales con 6.000 estudiantes y una población católica de 44.000. En su último año como obispo en 1920, había 148 sacerdotes, 91 parroquias, 42 escuelas parroquiales con 11.369 estudiantes y una población católica de 123.756.
La salud de Garvey comenzó a fallar en 1917, y tres años más tarde recibió al obispo John Joseph McCort como obispo coadjutor con derecho de sucesión. Nueve meses después del nombramiento de McCort, Garvey colapsó y cayó en coma. Murió unos días después en su residencia el 22 de octubre de 1920, a la edad de 75 años.